# Cedric Nuytinck
Cedric Nuytinck, né le 6 janvier 1993 à Gand, est un pongiste belge. Il a remporté le championnat de Belgique individuel à six reprises

## Biographie

### Carrière sportive
Cedric Nuytinck commence très jeune le tennis de table au TTC Sleindinge puis rejoint en 2005 le TTC Knal Deinze avec qui il passe de la deuxième division belge à la Superdivision en 2007 à seulement 13 ans. Très doué, il remporte plusieurs championnats de Belgique en catégorie jeune.
En 2010, il rejoint le club allemand du FC Sarrebruck en Bundesliga où il joue avec la réserve jusqu'en 2015 quand il rejoint le TTC Hagen. Il joue ensuite cinq saison en Pro A : une saison avec Roanne et quatre avec Hennebont avec qui il remporte l'ETTU Cup 2018-2019 en battant son ancien club de Sarrebruck en finale. Il revient au FC Sarrebruck en 2022. Il remporte la Champions League avec son club en 2023 aux côtés de Darko Jorgić, Patrick Franziska, Takuya Jin (ja) et Tomaš Polansky,.
Aux championnats de Belgique individuel, après deux défaites en finale en 2013 face à Jean-Michel Saive et en 2015 contre Lauric Jean, il gagne les cinq éditions suivantes de 2017 à 2022. Il est également champion de Belgique en double messieurs avec Lauric Jean en 2011 et avec Robin Devos en 2018 et champion de Belgique en double mixte avec Alison Georis en 2011. En mars 2018, Nuytinck atteint sa meilleure position au classement mondial en étant 38e. Il est également classé A1 (meilleur joueur de Belgique) de 2017 à 2023.
Aux championnats d'Europe 2020, Nuytinck est médaillé d'argent en double messieurs avec son partenaire polonais Jakub Dyjas en étant battus en finale par la paire russe Lev Katsman-Maksim Grebnev.

## Palmarès
2004
- Champion de Belgique pré-minime

2007
- Champion de Belgique cadet

2008
- Champion de Belgique cadet

2009
- Champion de Belgique junior en double avec Ludovic Bierny

2010
- Champion de Belgique junior en double avec Ludovic Bierny

2011
- Champion de Belgique en double avec Lauric Jean à Enghien
- Champion de Belgique en double mixte avec Alison Georis à Enghien
- Champion de Belgique junior
- Champion de Belgique junior en double mixte avec Tessa Janssens

2012
- Finaliste de l'Open du Brésil des moins de 21 ans à Santos

2013
- Vainqueur de l'Open du Maroc des moins de 21 ans à Rabat
- Vice-champion de Belgique individuel à Anvers

2015
- Vainqueur de l'Open des Philippines en double avec Robin Devos dans la baie de Subic
- Vice-champion de Belgique individuel à Roulers

2016
- Finaliste de l'Open de Belgique au Coq

2017
- Champion de Belgique individuel à Louvain-la-Neuve
- Finaliste de l'Open de Belgique en double avec Robin Devos au Coq
- Devient le meilleur joueur de Belgique (A1) pour la première fois

2018
- Champion de Belgique individuel à Louvain-la-Neuve
- Champion de Belgique en double avec Robin Devos à Louvain-la-Neuve
- Obtient son meilleur classement mondial (38e)

2019
- Champion de Belgique individuel à Anvers
- Vainqueur de l'Open du Nigeria en double avec Quentin Robinot à Lagos
- Vainqueur de l'ETTU Cup avec Hennebont
- Deuxième du championnat de France Pro A avec Hennebont

2020
- Champion de Belgique individuel à Spa

2021
- Finaliste du Championnat d'Europe en double avec Jakub Dyjas à Varsovie

2022
- Champion de Belgique individuel à Libramont

2023
- Vainqueur de la Ligue des champions avec le FC Sarrebruck
- Vainqueur du WTT Feeder II (en) de Doha en double avec Jakub Dyjas
- Troisième du WTT Feeder (en) d'Olomouc
- Troisième du WTT Feeder (en) de Vila Nova de Gaia en double avec Adrien Rassenfosse